# Lang Stane von Auquhollie

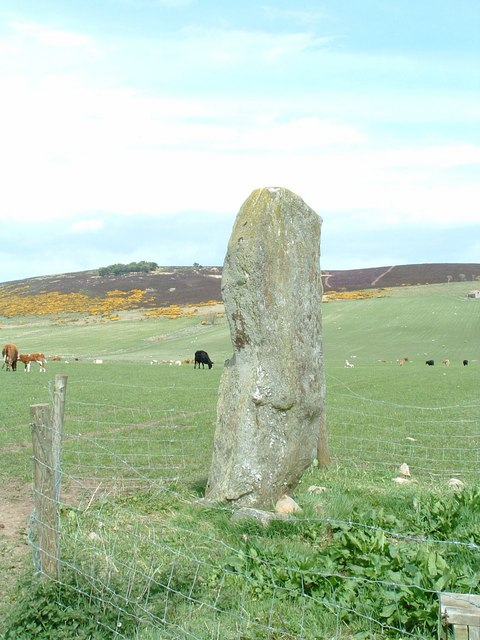
Lang Stane von Auquhollie

Der Lang Stane von Auquhollie (auch Auquhollie Stone genannt) ist ein Oghamstein aus Gneis. Er steht auf der „Nether Auquhollie Farm“ bei Union Cott an der Südflanke des Meikle Carew Hill etwa sechs Kilometer nordwestlich von Stonehaven in Aberdeenshire in Schottland. Er entstand zwischen 400 und 700 n. Chr. uns ist einer der ältesten Menhire mit Inschrift in Schottland. 
Der Stein ist als Scheduled Monument denkmalgeschützt.

## Beschreibung
Der Stein ist etwa 2,6 m hoch und hat einen Durchmesser von rund 0,68 m. Auf der nordöstlichen Seite gibt es ein piktisches Symbol, das aber sehr abgewittert ist (Doppelscheibe mit Querstange). Der Monolith war einst vielleicht Teil eines Steinkreises, der angeblich Ende des 19. Jahrhunderts entfernt wurde, für den aber nachträglich kein Beleg erbracht werden konnte. An der Südostecke gibt es eine 1886 entdeckte gut erhaltene Oghaminschrift (AVUO ANUNAO UATE DOVENI), die mit „Avuo Anunao, Wahrsager des Dovenio“ übersetzt werden könnte.